# Challenger de Ciudad de México 2024
El torneo México City Open 2024 fue un torneo de tenis perteneció al ATP Challenger Tour 2024 en la categoría Challenger 125. Se trató de la 3ª edición; el torneo tuvo lugar en la ciudad de Ciudad de México (México), desde el 3 hasta el 7 de abril de 2024 sobre pista de tierra batida al aire libre.

## Jugadores participantes del cuadro de individuales
| Favorito | País                    | Jugador                    | Rank1 | Posición en el torneo |
| -------- | ----------------------- | -------------------------- | ----- | --------------------- |
| 1        | Bandera de Argentina    | Thiago Agustín Tirante     | 99    | CAMPEÓN               |
| 2        | Bandera de Australia    | Adam Walton                | 150   | Primera ronda         |
| 3        | Bandera de Francia      | Giovanni Mpetshi Perricard | 165   | Segunda ronda         |
| 4        | Bandera de Australia    | Marc Polmans               | 167   | Segunda ronda         |
| 5        | Bandera de Kazajistán   | Beibit Zhukayev            | 191   | Cuartos de final      |
| 6        | Bandera del Reino Unido | Oliver Crawford            | 203   | Cuartos de final      |
| 7        | Bandera de Australia    | Omar Jasika                | 208   | Primera ronda         |
| 8        | Bandera de Suiza        | Marc-Andrea Hüsler         | 209   | Primera ronda         |

- 1 Se ha tomado en cuenta el ranking del 18 de marzo de 2024.

### Otros participantes
Los siguientes jugadores recibieron una invitación (wild card), por lo tanto ingresan directamente al cuadro principal (WC):
- Ernesto Escobedo
- Rodrigo Pacheco Méndez
- Vasek Pospisil

Los siguientes jugadores ingresan al cuadro principal tras disputar el cuadro clasificatorio (Q):
- Alafia Ayeni
- Gerard Campana Lee
- Elmar Ejupovic
- Alex Hernández
- Benjamin Lock
- Skander Mansouri

## Campeones

### Individual Masculino
- Thiago Agustín Tirante derrotó en la final a  Alexis Galarneau por 6–1, 6–3

### Dobles Masculino
- Ryan Seggerman /  Patrik Trhac derrotaron en la final a  Tristan Schoolkate /  Adam Walton por 5–7, 6–4, [10–5]